# Iizuna (Nagano)
Iizuna (jap.: 飯綱町, -machi) ist eine Stadt in Kamiminochi-gun im Norden der Präfektur Nagano auf der japanischen Hauptinsel Honshū.

## Geografie
In Iizuna leben auf einer Gemeindefläche von 75,31 km² 11.956 Menschen (Stand: 1. Februar 2010). Angrenzende Kommunen sind die Großstädte (shi) Nagano und Nakano sowie die Stadt Shinano, die ebenfalls zu Kamiminochi-gun gehört.

## Geschichte
Die Stadt Iizuna wurde am 1. Oktober 2005 durch die Zusammenlegung der Dörfer (mura) Mure und Samizu gegründet. Sie wurde nach dem auf dem Gemeindegebiet liegenden gleichnamigen Berg benannt. Am 16. Juli 2007 erreichte das Niigata-Chūetsu-Küstenerdbeben in Iizuna eine starke 6 auf der JMA-Skala.

## Verkehr
Iizuna verfügt mit dem Bahnhof Mure an der Shin’etsu-Hauptlinie (JR East) einen Anschluss an das japanische Eisenbahnnetz.
Durch Iizuna führt die Nationalstraße 18 und die Jōshin’etsu-Autobahn. Allerdings gibt es in Iizuna keine Anschlussstelle und auch keine Schnellbushaltestelle.

## Bildungseinrichtungen
In Iizuna gibt es vier Grundschulen und eine Mittelschule, die von der Stadt getragen werden. Die Oberschule in Iizuna wird von der Präfektur getragen.

## Tourismus
In Iizuna gibt es mit der Iizuna-Hochebene eine Naherholungsgebiet. Die Hochebene ist im Sommer Ausgangspunkt für Bergwanderungen. Im Winter kann im Skigebiet Iizuna Ski Resort Wintersport getrieben werden.

## Weblinks

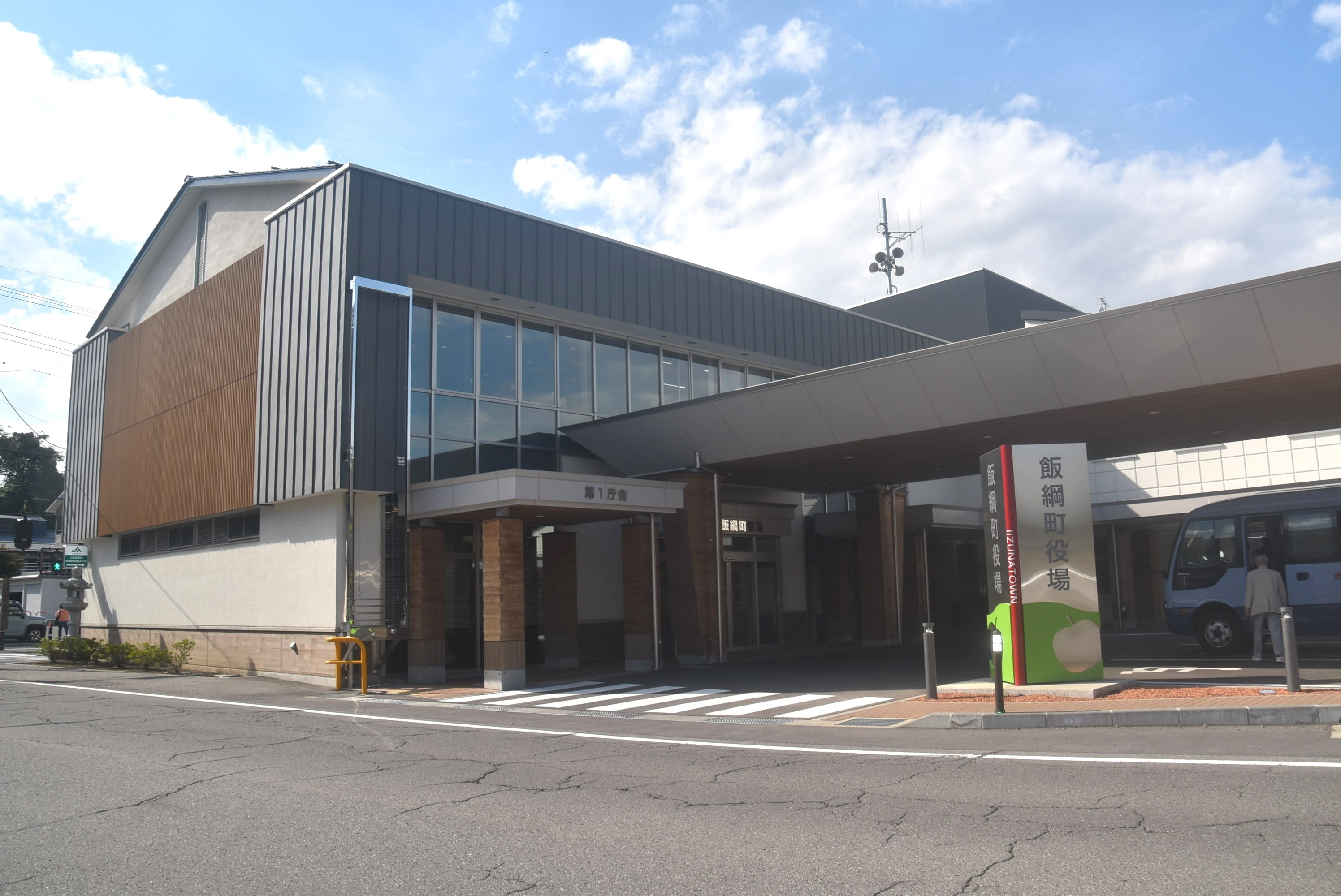
Rathaus

## Sport
In Iizuna befindet sich die Rennrodel-, Skeleton- und Bob-Bahn Spiral. Sie ist die einzige permanente Rennrodel-, Skeleton- und Bob-Bahn in Asien, sowie die einzige Bahn mit zwei Bergauf-Passagen. Die Bahn war die Wettkampfstrecke bei den Olympischen Winterspielen 1998 in Nagano. Nach einer Bauzeit von 1993 bis 1996 bekam die Bahn am 28. März 1996 ihre Homologation von der FIBT. Auf einer Länge von 1360 m (Start Bob und Skeleton) hat der Eiskanal 14 Kurven und eine Höhendifferenz von 113 m.